# ثنية الملتحمة الهلالية
ثنية الملتحمة الهلالية (بالإنجليزية: Plica semilunaris of conjunctiva)‏ هي ثنية صغيرة في ملتحمة المقلة على الموق الإنسي للعين. تعمل ثنية الملتحمة الهلالية أثناء حركة العين للمساعدة على الحفاظ على تصريف الدموع عبر «البحيرة الدمعية» (بالإنجليزية: Lacrimal lake)‏ لإتاحة أكبر قدر من دوران مقلة العين من دون أن تلتصق ثنية الملتحمة مباشرة بمقلة العين فتقيّد الحركة.

## حساسية العين
في حال حساسية العين، قد يحدث التهاب وحكّة في اللحيمة الدمعية و ثنية الملتحمة الهلالية بسبب إطلاق الهيستامين في الأنسجة وفي «فِلْم الدموع» (بالإنجليزية: tear film)‏.